# Olešná (district de Beroun)
Pour les articles homonymes, voir Olešná.
Olešná (en allemand : Woleschna) est une commune du district de Beroun, dans la région de Bohême-Centrale, en République tchèque. Sa population s'élevait à 428 habitants en 2020.

## Géographie
Olešná se trouve à 10 km au sud-ouest de Hořovice, à 29 km au sud-ouest de Beroun et à 56 km au sud-ouest de Prague.
La commune est limitée par Kařízek et Újezd au nord, par Komárov, Jivina et Zaječov à l'est, par Těně au sud, et par Mýto et Cheznovice à l'ouest.

## Histoire
La première mention écrite de la localité date de 1331.

## Transports
Par la route, Olešná se trouve à 11 km de Hořovice, à 31,6 km de Beroun et à 63 km du centre de Prague.